# Села Су
Сане Путсејс (хол. Sanne Putseys; рођена 3. маја 1989), познатија под сценским именом Села Су, белгијска је кантауторка фламанског порекла.

## Биографија
Сане Путсејс је рођена у Левену, али потиче из оближњег града Лефдала. У узрасту од петнаест година, Сане је научила да свира акустичну гитару и почела да пише своје песме, такође. Када је имала седамнаест година, Села Су наступила је као најмлађи и једини женски извођач на отвореном музичком фестивалу Open Mic-avond у Левену. Организатор и певач Милоу приметио је њен таленат и замолио ју да наступи као предгрупа на његовом концерту. У почетку, Сане је успела да усугласи своју музичку каријеру и студирање психологије на Католичком Универзитету у Левену. Према њеним речима, студирање психологије помогло јој да више разуме људске емоцијаме, што је нешто чиме она мора да се бави у својој музичкој каријери. На крају, наставила је да ради преднаступе у сарадњи са уметницима као што су Џејми Лидел у Лондону и Паризу. Осим тога, наступала је са белгијском бенд групом Новастар у Амстердаму.
Од септембра 2008. до августа 2009, Села Су добила је наставне смернице од белгијског музичког позоришта Ансјен Белжик. Програм, у који је она била укључена, подешен је да подржи уметнике који нису у сарадњи са неком издавачком кућом или некој другој врсти сарадње.
Села Су често обрађује песме Ерике Баду, Зутонса и Ејми Вајнхаус, али наступа и са својим песмама. Неке од њених песама често имају само акустичну пратњу. Она каже да су на њу највише утицаја оставили уметници као што су Лорин Хил, M.I.A., као и Ерика Баду.
Године 2010, наступала је на највећим фестивалима у Белгији, укључујући Les Nuits Botanique, Les Ardentes, Dour, Lokerse Feesten, Couleur Café и Pukkelpop. Ван своје земље наступала је на великим фестивалима као што су Ловландс у Холандији, Les Eurockéennes de Belfort у Француској и Сигет фестивалу у Мађарској. Дана 8. новембра 2010. наступала је као подршка на концерту америчког музичара Принца. Након тога, ишла је на углавном распродате турнеје у Белгији, Француској и Холандији, представљајући свој предстојећи деби албум.
Била је аутор песме “What's the Pressure” која је представљала Белгију на Песми Евровизије 2016. у Стокхолму у извођењу Лауре Тесоро.

## Дискографија

### Албуми
| Назив албума | Детаљи                                        | Топ-листа | Топ-листа | Топ-листа | Топ-листа | Топ-листа | Топ-листа | Сертификација                           |
| Назив албума | Детаљи                                        | БЕЛ (ФЛ)  | БЕЛ (ВА)  | ХОЛ       | ФРА       | ПОЉ       | ШВА       | Сертификација                           |
| ------------ | --------------------------------------------- | --------- | --------- | --------- | --------- | --------- | --------- | --------------------------------------- |
|              | - Издат: 4. март 2011. - Формат: Компакт-диск | 1         | 1         | 2         | 10        | 49        | 32        | - БЕЛ 2x платинасти - ФРА 1x платинасти |

### Синглови
| Година | Сингл | Топ-листа | Топ-листа | Топ-листа | Топ-листа | Албум |
| Година | Сингл | БЕЛ (ФЛ)  | БЕЛ (ВА)  | ХОЛ       | ФРА       | Албум |
| ------ | ----- | --------- | --------- | --------- | --------- | ----- |
| 2010   |       | 29        | 16        | 81        | 18        |       |
| 2011   |       | 21        | 26        | 56        | —         |       |
| 2011   |       | 2         | 15        | —         | 47        |       |